# آیس‌بریکر لایف
آیس‌بریکر لایف مفهوم یک مأموریت کاوشگر مریخ است که براساس برنامه دیسکاوری ناسا پیشنهاد شده بود. این مأموریت شامل یک فرودگر ثابت و تقریباً یک کپی از فضاپیمای موفق فونیکس و اینسایت ۲۰۰۸ بود؛ اما ابزار علمی اختر زیست‌شناسی، شامل مته‌ای برای نمونه‌برداری از زمین‌های یخی که در دشت‌های شمال مریخ وجود دارد، می‌باشد تا برای تحقیق نشانه‌های زیستی یا وجود زندگی در مریخ درگذشته بکار گرفته شود.

## اهداف
مأموریت مریخ‌پیمای آیس‌بریکر لایف بر اهداف علمی زیر تمرکز دارد:
1. جست‌وجوی بیومولکول‌های خاصی که بیانگر شواهد قطعی وجود حیات باشد.
2. یک جستجوی کلی برای مولکول‌های آلی در یخ.
3. تعیین فرآیندهای تشکیل یخ زمین و نقش آب مایع.
4. فهم خواص مکانیکی خاک یخی قطبی مریخ
5. ارزیابی قابلیت سکونت در مریخ (تا ۵ میلیون سال پیش) و بررسی محیط با توجه به عناصر مورد نیاز برای حمایت از حیات، منابع انرژی و عناصر سمی احتمالی
6. مقایسه ترکیب عناصر دشت‌های شمالی با سایت‌های عرض جغرافیایی میانی

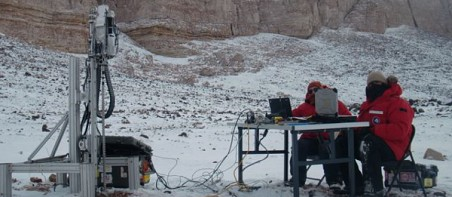
اعضای تیم "Icebreaker Life" در حین آزمایش اتوماسیون مته در دره دانشگاه، قطب جنوب، یک سایت آنالوگ مریخ.

## حفاظت از سیاره
این مأموریت بایستی با الزامات حفاظت از سیاره که توسط ناسا و کمیته پژوهش فضایی (COSPAR) تعیین شده‌است، مطابقت داشته باشد.